# Bullet the Blue Sky
"Bullet the Blue Sky" is een nummer van de Ierse band U2. Het nummer verscheen als de vierde track op hun vijfde studioalbum The Joshua Tree uit 1987.

## Achtergrond

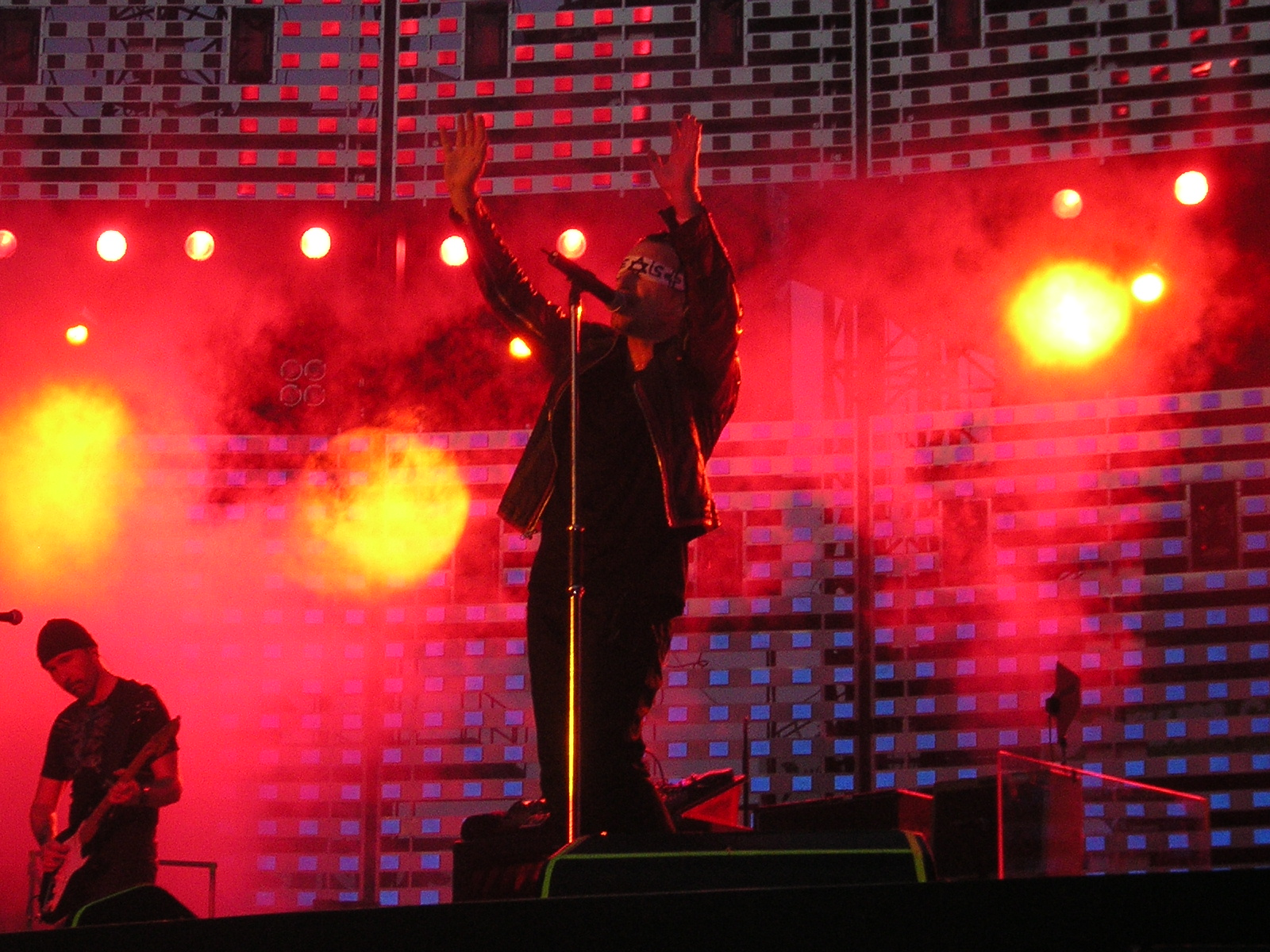
U2 voert "Bullet the Blue Sky" live uit tijdens de Vertigo Tour.

De tekst van "Bullet the Blue Sky" is geschreven door zanger Bono, terwijl de muziek is geschreven door de hele band. Het is geproduceerd door Daniel Lanois en Brian Eno. Het ontstond als een demo dat de band opnam tijdens een jamsessie in Dublin, voorafgaand aan de echte opnamesessies voor The Joshua Tree. U2-gitarist The Edge luisterde naar een nummer van The Fall en probeerde de gitaarriff na te bootsen, maar kwam in plaats daarvan met een eigen idee, wat uiteindelijk het refrein van "Bullet the Blue Sky" zou vormen. Halverwege begonnen basgitarist Adam Clayton en drummer Larry Mullen jr. mee te spelen, maar deden dit in een andere toonsoort dan The Edge. De gitarist overwoog om de sessie te stoppen, maar besloot toch door te gaan. Nadat de take compleet was, luisterde de band het terug in de studio en realiseerde zich dat de demo "absoluut briljant" was. De demo had meer funkinvloeden dan de uiteindelijke versie. Desondanks werd het nummer lange tijd genegeerd, voordat producer Eno de band overtuigde om er verder aan te werken.
Bono raakte geïnspireerd voor de tekst van "Bullet the Blue Sky" nadat hij in juli 1986 met zijn vrouw reizen maakte naar Nicaragua en El Salvador, waar hij zag hoe burgers leden onder het militaire ingrijpen van de Verenigde Staten. Hij vertelde hierover: "Ik weet nog dat de grond bewoog, en ik herinner me de geur, denk ik, van een oorlogsgebied dat in de buurt lag. Volgens mij waren wij niet in gevaar, maar ik wist dat er om ons heen levens in gevaar waren of verloren zouden gaan, en ik leefde met hen mee. Het maakte me boos als iemand die Bijbelschriften heeft gelezen, stel je voor dat christenen in Amerika dit goed vinden, deze oorlog bij volmacht vanwege communisten."
Tijdens een spoken word-passage in "Bullet the Blue Sky" vertelt Bono over een man die hem aansprak: "zijn gezicht rood als een doornstruik, als alle kleuren in een royal flush, en hij pelt de dollarbiljetten, legt ze neer, 100, 200". Bono vertelde dat hij aan de Amerikaanse president Ronald Reagan dacht toen hij deze passage schreef; hij zag Reagans militaire regime in actie in Midden- en Zuid-Amerika tijdens zijn eerdere reis. De tekst was deels geïnspireerd door een muurschildering van Reagan die Bono zag, waarin hij werd afgebeeld als een farao in een strijdwagen, terwijl de Salvadoranen werden afgebeeld als Israëliërs die wegrennen.
"Bullet the Blue Sky" is een van de meest gespeelde nummers tijdens concerten van U2. Tussen de The Joshua Tree Tour in 1987 en de Vertigo Tour in 2006 werd het in iedere show live gespeeld. Het nummer wordt tijdens concerten vaak gepaard met "Running to Stand Still", het volgende nummer op The Joshua Tree. Ook werd het tijdens een aantal tournees gepaard met "Please", "With or Without You", "Miss Sarajevo", "Pride (In the Name of Love)", "Zooropa" of een cover van "What's Going On" van Marvin Gaye. Liveversies van het nummer verschenen onder meer op het album Rattle and Hum en de concertfilms Zoo TV: Live from Sydney, Hasta la Vista Baby!, Elevation 2001: Live from Boston, U2 Go Home: Live from Slane Castle, Ireland, Vertigo 2005: Live from Chicago, Live from Paris en Innocence + Experience: Live in Paris. Het nummer is gecoverd door onder meer Sepultura, P.O.D. en Queensrÿche.

## NPO Radio 2 Top 2000
| Nummer met noteringen in de NPO Radio 2 Top 2000 | '18  | '19  |
| ------------------------------------------------ | ---- | ---- |
| Bullet the Blue Sky                              | 1802 | 1680 |

1. ↑  Een vetgedrukt getal geeft de hoogste notering aan.
2. ↑  2018 was het eerste jaar met een notering voor dit nummer.
3. ↑  Deze tabel is bijgewerkt tot en met de laatste editie (2024).